# The Complex
Pour plus de détails, voir Fiche technique et Distribution.
The Complex (クロユリ団地, Kuroyuri danchi) est un film japonais réalisé par Hideo Nakata, sorti en 2013.

## Synopsis
Une jeune infirmière étudiante, Asuka Ninomiya emménage dans un complexe d'appartements délabré avec son père, Isao ; sa mère, Sachiko ; et son frère cadet, Satoshi. Elle essaie de saluer son voisin âgé, Shinozaki, mais avec peu de succès, et se lie d'amitié avec un garçon nommé Minoru Kinoshita, dont le seul tuteur est Shinozaki. Mais un jour, Asuka commence à ressentir des choses étranges.

## Fiche technique
- Titre : The Complex
- Titre original : クロユリ団地 (Kuroyuri danchi)
- Réalisation : Hideo Nakata
- Scénario : Jun'ya Katō et Ryūta Miyake
- Musique : Kenji Kawai
- Photographie : Jun'ichirō Hayashi
- Montage : Naoko Aono
- Production : Masayuki Akieda, Chiaki Noji, Takahiro Suematsu et Tadashi Tanaka
- Société de production : Dentsu, Django Film, Happinet, Kyoraku Sangyo, Nikkatsu et Shōchiku
- Pays :  Japon
- Genre : Drame, fantastique, horreur et
- Durée : 106 minutes
- Dates de sortie : 
  -  Japon : 18 mai 2013

## Distribution
- Atsuko Maeda : Asuka Ninomiya
  - Yumena Kano : Asuka jeune
- Hiroki Narimiya : Shinobu Sasahara
- Masanobu Katsumura : Isao Ninomiya
- Naomi Nishida : Sachiko Ninomiya
- Ruiki Sato : Satoshi Ninomiya
- Shiro Namiki : Takehiko Ninomiya
- Mariko Tsutsui : Eiko Ninomiya
- Megumi Sato : Hitomi Makimura
- Satomi Tezuka : Sanae Nonomura
- Yurei Yanagi : Ishizuka
- Masaya Takahashi : Shinozaki
- Kanau Tanaka : Minoru Kinoshita
- Tarō Suwa : le détective

## Distinctions
Le film a été présenté en ouverture du Festival international du film fantastique de Gérardmer 2013 et dans la section New Cinema From Asia au Festival international du film fantastique de Neuchâtel 2013.

## Box-office
Le film a rapporté 9 841 422 de dollars au box-office.